# Park Władysława Andersa w Gnieźnie
Park Miejski im. Władysława Andersa (w okresie PRL Park Karola Świerczewskiego) – zabytkowy park, położony w Gnieźnie, na Konikowie, pomiędzy ulicami Konikowo, Jana III Sobieskiego, Parkową i Aleją Marcinkowskiego.
Park wpisany jest do gminnej ewidencji zabytków; znajduje się na terenie zabytkowego obszaru historycznego układu urbanistycznego miasta Gniezna, wpisanego do rejestru zabytków 27 stycznia 1956 roku pod numerem 2523/A.

## Historia
Początki obiektu sięgają 1798, kiedy to założono zieleniec na terenie ogrodu pojezuickiego. W XIX w. park został zniszczony przez powódź, a następnie przeprojektowany przez inż. ogrodników – Jankowskiego i Szaniera, w typie krajobrazowego parku angielskiego. W 1836 założono kolejny zieleniec i cmentarz ewangelicki od strony ul. Sobieskiego (obecne przedszkole). W 1898, naprzeciwko rzeźni, założono park miejski, nad którym opiekę roztoczyło Towarzystwo Upiększania Miasta. W 1902 park został przecięty na dwie części bocznicą kolejową do rzeźni, której wysoki nasyp z wiaduktami i metalowymi schodkami dla spacerowiczów istnieje do dziś. W 1908 powstały miejskie korty tenisowe. Potem zbudowano boisko sportowe. Funkcjonowała tu strzelnica Bractwa Kurkowego (ostatnie zawody strzeleckie zorganizowano w 1939). 

## Architektura

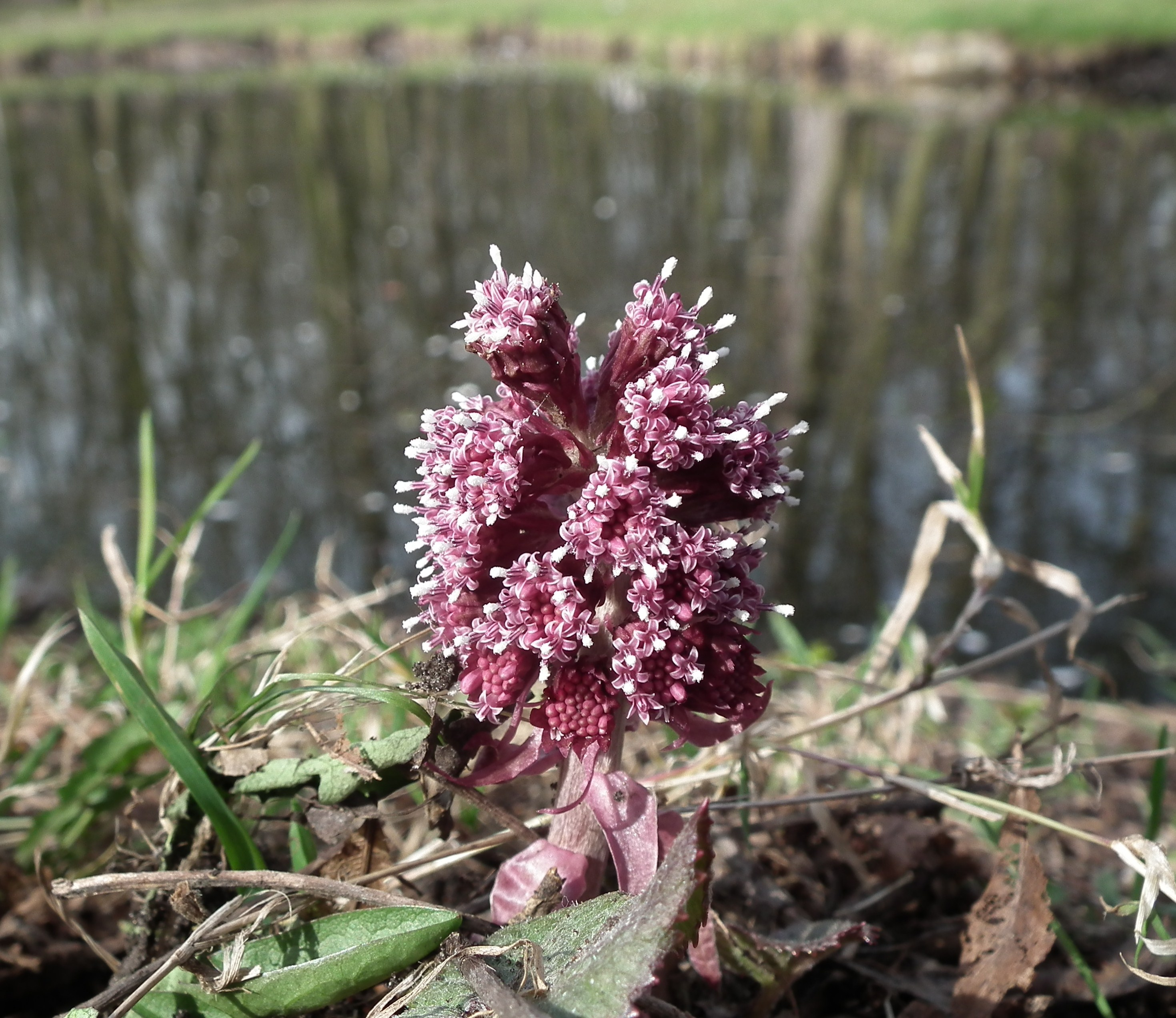
Lepiężnik

Park ma zróżnicowane położenie, liczne stoki i pagórki. Powstał w miejscu dolinki potoku i bagien. Jeden z pagórków ma średnicę 15 metrów. Z istniejących tu dwóch stawów jeden (północny) został powiększony i wyposażony w dwa mostki. Z inicjatywy inż. Edmunda Sokołowskiego (ogrodnika miejskiego), zbudowano u stóp altany stylizowany górski potok z kaskadą. Zrealizowano również fontanny i groty. W sąsiedztwie wzniesiono też w międzywojniu obiekty ogrodnictwa miejskiego z oranżeriami. Na zachodnim skraju parku istnieją zabudowania dawnych koszar, w latach międzywojennych wykorzystywanych przez stacjonujący tutaj 69. Pułk Piechoty. Obecnie funkcjonuje w nich m.in. schronisko młodzieżowe.

## Gródek
Na terenie parku znajduje się grodzisko zwane "Gnieźnienice" (także: "Gnieźninek"). Był to jeden z trzech gródków broniących dostępu od wschodu do grodu książęcego na Wzgórzu Lecha. Usytuowany pośród bagien i rozlewisk, funkcjonował prawdopodobnie do XIII wieku. Z gródkiem związana jest legenda o pastuszku i biesie, zanotowana przez Oskara Kolberga.